# آپارنا بالامورالی
آپارنا بالامورالی (به انگلیسی: Aparna Balamurali) (زاده ۱۱ سپتامبر ۱۹۹۵) بازیگر هندی است.
از کارهای معروف او می‌توان به بازی در فیلم شجاعت اشاره کرد.